# Fernando Millán Romeral
Frei Fernando Millán Romeral O.Carm. (19 de agosto de 1962) é religioso católico e professor espanhol. É o atual prior-geral da Ordem do Carmo.

## Biografia
Nasceu em Madri, Espanha. Estudou no Colégio Santa María del Carmen, em sua cidade natal.
Após a sua profissão simples, em 1981, estudou filosofia na Universidade Pontifícia Comillas e completou seus estudos de teologia no Centro de Estudos Teológicos de Sevilha, no Instituto Milltown de Dublin, Irlanda, e em Comillas. Obteve a licenciatura em teologia pela Universidade Pontifícia de Comillas em 1990.
Frei Fernando fez sua profissão solene em Madri, em 1987, e recebeu o presbiterado na mesma cidade, em 21 de janeiro de 1989.
Trabalhou por alguns anos como professor no Colégio Santa María del Carmen, em Madri, e no Centro Internacional Santo Alberto, em Roma, e obteve o doutorado em teologia pela Pontifícia Universidade Gregoriana com uma tese sobre a teologia da penitência de Frei Bartolomé Xiberta, O.Carm., publicada, em 1997, pela Edizioni Carmelitane.
De volta à Espanha, a partir de fevereiro de 1995, passou lecionar como professor ordinário dos sacramentos na Faculdade de Teologia da Universidade de Comillas. Foi professor convidado da Pontifícia Universidade Gregoriana e ministrou diversos cursos em várias outras faculdades.
Foi membro do Institutum Carmelitanum em Roma, do Centro de Estudos Judeu-Cristãos em Madri e da Comissão Geral para a Cultura da Ordem do Carmo. Posteriormente, foi membro da redação de revistas como Escapulario del Carmen (Jerez de la Frontera), Sal Terrae, Fonte e Estudos Eclesiasticos (Madri). Também é escritor e, como tal, vencedor de prêmios por escritos curtos.
Foi eleito prior-geral da Ordem do Carmo no capítulo geral de 2007, em Sassone, Roma, e foi reeleito para um segundo mandato, de 2013 a 2019, no capítulo geral de 2013.